# Kamilluskirche
Das Patrozinium des heiligen Kamillus von Lellis tragen folgende Kapellen und Kirchen:
in Deutschland
- St. Kamillus (Charlottenburg) in Berlin
- St. Kamillus (Essen-Heidhausen) in Essen
- St. Kamillus (Dahl) in Mönchengladbach
- St. Kamillus (Mönchengladbach)
- St. Kamillus (Neuss) in Neuss

in Italien
- San Camillo de Lellis (Bucchianico), Kirche in Bucchianico in den Abruzzen, Geburtsort des Kamillus von Lellis
- San Camillo de Lellis (Mailand), Kirche in Mailand
- San Camillo de Lellis (Rom), Kirche in Rom

in Österreich
- Kamilluskirche im Wiener Wilhelminenspital

in den Vereinigten Staaten
- St. Camillus Catholic Center for Pastoral Care, Los Angeles